# Mercedes Ubach
Mercedes Ubach (Terrassa, 1878 - ?) fou una compositora catalana de la que es coneixen pocs fets de la seva vida. Obtingué un èxit, sense precedents per a una compositora, a Barcelona on va estrenar dues sarsueles. La gran turca, estrenada l'any 1907 al Teatre Còmic, va arribar a les quaranta representacions. El diari La Vanguardia del dia 19 de juliol de 1907 anuncià la representació de l'obra de Cacho i Angulo (José del Cacho i José Angulo) amb música de la senyoreta Mercedes Ubach dient que presentava quatre sorprenents quadres i un luxós vestuari. El redoblante, també estrenada a Barcelona al Teatre Nou (Avinguda del Paral·lel) el dia 11 de març de 1907, amb text de José del Cacho, va arribar a les trenta representacions. El fet que les seves dues obres arribessin a tantes representacions és un fet extraordinari, donat que a l'època era molt difícil que una dona tingués l'oportunitat de donar a conèixer les seves obres de creació. Es traslladà a Madrid i no se sap res més d'ella, cosa molt freqüent quan es parla de creació de dones.